# Дровяная улица (Санкт-Петербург)
Дровяна́я улица — улица в Адмиралтейском районе Санкт-Петербурга. Проходит от Рижского проспекта до набережной Обводного канала.

## История
Улица возникла во второй половине XVIII века. Участок от реки Фонтанки до Рижского проспекта упразднён в 1903 году.
Название известно с 1798 года (в границах от реки Фонтанки до Обводного канала), связано с расположением здесь дровяных складов.

## Примечательные здания и сооружения
- дом 7, литера Б — особняк В. Е. Грачева (1888, архитектор А. В. Малов)  7831094000 В СССР в доме находился единственный в городе женский медвытрезвитель.
- Высоковольтная подстанция на углу набережной Обводного канала и Дровяной улицы (наб. Обводного кан., 185).